# إكستر
إكستر أو (إيكزيتر)  (بالإنجليزية: Exeter)‏ (وذُكرت قديماً باسم سهسْتار) مدينة تقع في جنوب غرب إنجلترا يمر خلالها نهر اكس. يبلغ عدد سكانها حوالي 117 ألف نسمة (2005م) تقع فيها جامعة إكسيتر.مدينة في ديفون إنجلترا على نهر 36 ميلاً (58 كم) شمال شرق بليموث و65 ميلاً (105 كم) جنوب غرب بريستول. إنها بلدة مقاطعة ديفون وموطن مجلس مقاطعة ديفون.
في بريطانيا الرومانية، تم تأسيس إكستر كقاعدة لـ ليجيو الثاني أوغوستا تحت القيادة الشخصية لـ فيسباسيان. أصبحت إكستر مركزًا دينيًا في العصور الوسطى. كاتدرائية إكستر التي تأسست في منتصف القرن الحادي عشر، أصبحت الأنجليكانية في القرن السادس عشر الإصلاح الإنجليزي. في أواخر القرن التاسع عشر أصبحت إكستر مركزًا ثريًا لـ تجارة الصوف على الرغم من الحرب العالمية الأولى كانت المدينة في حالة تدهور. بعد الحرب العالمية الثانية، أعيد بناء جزء كبير من وسط المدينة وأصبح الآن مركزًا للأعمال والسياحة في ديفون وكورنوال.
تتمتع المنطقة الإدارية لإكستر بوضع منطقة غير حضرية تحت إدارة مجلس المحافظة؛ تم إلغاء خطة لمنح المدينة سلطة وحدوية مكانة من قبل الحكومة الائتلافية 2010.

## الأسم
الاسم الحديث لإكستر هو تطوير لـ الإنجليزية القديمة "إسكاساستي"  من شكل النهر المعروف الآن باسم اكسي والإنجليزية القديمة لاحقة (كما في دورست وغلوستر)، وتستخدم لتمييز القلاع أو المدن المحصنة الهامة. (الاسم الويلزي للمدينة  اكستر، يعني بالمثل أو الحصن في اكسي".) الاسم "اكسي" هو تطور منفصل لـ اسم بريتونيك الذي يعني "الماء"  أو، بشكل أكثر تحديدًا،"مليئة بالأسماك" تظهر أيضًا في الإنجليزية آكس وإسك والويلزية نهر أوسك ((بالويلزية:  Wysg)‏).

## التاريخ

### ما قبل التاريخ
بدأت إكستر كمستوطنات على حافة جافة تنتهي بحافز يطل على نهر صالح للملاحة يعج بالأسماك مع وجود أرض خصبة قريبة. على الرغم من عدم وجود اكتشافات رئيسية لعصور ما قبل التاريخ، إلا أن هذه المزايا تشير إلى أن الموقع كان مشغولًا في وقت مبكر. تم اكتشاف عملات معدنية من الممالك الهلنستية، مما يشير إلى وجود مستوطنة تجارية مع البحر الأبيض المتوسط منذ 250 قبل الميلاد. كانت مثل هذه المدن المبكرة سمة من سمات بلاد ما قبل الرومان كما وصفها يوليوس قيصر في تعليقاته ومن المحتمل أنها كانت موجودة في بريتانيا أيضًا.

### العصر الروماني
أنشأ الرومان حصنًا بمساحة 42 فدانًا (17 هكتارًا) على شكل «بطاقة لعب» (مستطيل بزوايا دائرية وجانبين قصيرين وطويلين) (باللاتينية: كاستروم) يُدعى إيسكا حوالي عام 55 بعد الميلاد. كان الحصن هو الطرف الجنوبي الغربي من فوسي واي (الطريق 15 من خط سير الرحلة الأنطونية) وكانت بمثابة قاعدة لخمسة آلاف رجل فيلق أوغسطان الثاني (ليجيو الثاني أوغوستا) بقيادة فيسباسيان، لاحقًا الإمبراطور الروماني، لمدة 20 عامًا قبل أن ينتقلوا إلى كيرليون في ويلز، والتي كانت تُعرف أيضًا باسم الرابطة. للتمييز بين الاثنين، أشار الرومان أيضًا إلى إكستر باسم إيسكا دومنونيوروم و «ووترتاون في دومنوني» وكيرليون باسم إيسكا أوغوستا. كما تم الحفاظ على حصن صغير في توبشام؛ تم حفر مستودع إمداد على الطريق بين الاثنين في سانت لويس على طريق توبشام في عام 2010.
أدي وجود الحصن إلى بناء مجتمع مدني غير مخطط له (فيكوس أو كانابي) من السكان الأصليين وعائلات الجنود، معظمهم إلى الشمال الشرقي من الحصن. كانت هذه المستوطنة بمثابة العاصمة القبلية (سيفيتاس) لدومينوني  وأدرجها بطليموس كواحدة من مدنهم الأربع (باليونانية: بوليس) في كتابه الجغرافيا (ظهرت أيضًا في كتاب رافينا الكوزموجرافي في القرن السابع، حيث يبدو أنه إدخال مرتبك على ما يبدو لـ سكادو ناموروم ). عندما تم التخلي عن القلعة حوالي عام 75 تم تحويل أراضيها إلى أغراض مدنية: تم هدم بازيليكا الكبير جدًا لإفساح المجال لمنتدى وكاتدرائية وأقيم حمام أصغر حجمًا في الجنوب الشرقي. تم التنقيب في هذه المنطقة في السبعينيات ولكن لم يكن من الممكن الاحتفاظ بها للعرض العام نظرًا لقربها من الكاتدرائية الحالية. في يناير 2015 أُعلن أن كاتدرائية إكستر قد أطلقت محاولة لترميم الحمامات وفتح مركز تحت الأرض للزوار.
في أواخر القرن الثاني، تم استبدال دفاعات الخندق والأسوار حول القلعة القديمة ببنك وجدار يحيط بمنطقة أكبر بكثير، حوالي 92 فدانًا (37 هكتارًا). على الرغم من أن معظم الهيكل المرئي أقدم، فقد تم استخدام مسار الجدار الروماني لأسوار مدينة إكستر اللاحقة. وهكذا بقي حوالي 70٪ من الجدار الروماني، ويمكن تتبع معظم مساره سيرًا على الأقدام. يبدو أن جزيرة ايسكا الديفونية كانت أكثر ازدهارًا في النصف الأول من القرن الرابع: تم العثور على أكثر من ألف قطعة نقدية رومانية في جميع أنحاء المدينة وهناك دليل على عمل النحاس والبرونز وساحة مخزون وأسواق للماشية والمحاصيل والفخار المنتج في الريف المحيط. ومع ذلك، فإن تأريخ العملات المعدنية المكتشفة حتى الآن يشير إلى انخفاض سريع: لم يتم اكتشاف أي منها تقريبًا مؤرخة بعد عام 380.

## العصور الوسطى
حدد الأسقف أوشر كير بينسا كويلت المدرجة ضمن 28 مدينة بريطانية حسب تاريخ البريطانيين، باسم ايسكا  على الرغم من أن ديفيد ناش فورد قرأها على أنها إشارة إلى Penselwood واعتقد أنها من المرجح أن تكون كذلك. Lindinis (إلشيستر الحديثة). لم يُعرف أي شيء بالتأكيد عن إكستر منذ وقت انسحاب الرومان من بريطانيا حوالي عام 410 حتى القرن السابع. بحلول ذلك الوقت، كانت المدينة تحت سيطرة الساكسونيين، الذين وصلوا إلى إكستر بعد هزيمة الدومينونيين البريطانيين في بيونوم في سومرست عام 658. يبدو من المرجح أن الساكسونيين احتفظوا بربع المدينة للبريطانيين بموجب قوانينهم الخاصة حول شارع بارثولوميو الحالي والذي كان يُعرف بشارع «بريتاين» حتى عام 1637 تخليداً لذكرى ساكنيه السابقين.
كانت إكستر معروفة لدى الساكسونيين باسم إسكانسيستر. في عام 876 تعرضت للهجوم والاستيلاء لفترة وجيزة من قبل الفايكنج الدنماركيين. طردهم ألفريد العظيم في الصيف التالي. على مدى السنوات القليلة التالية رفع مدينة إكستر إلى أحد الأبراج الأربعة في ديفون وأعاد بناء جدرانها على الخطوط الرومانية. سمح ذلك للمدينة بصد هجوم آخر وحصار من قبل الدنماركيين عام 893. عزز الملك أثيلستان الأسوار مرة أخرى حوالي عام 928، وفي نفس الوقت طرد البريطانيين المتبقين من المدينة. (على الرغم من ذلك، من غير المؤكد ما إذا كانوا قد عاشوا في المدينة بشكل مستمر منذ العصر الروماني أو عادوا من الريف عندما عزز ألفريد دفاعاته. تم إصلاحه كحدود ديفون. (قد يكون هذا، مع ذلك، بمثابة حدود إقليمية داخل مملكة دومنيونيا السابقة أيضًا.) تشير مراجع أخرى إلى أن البريطانيين انتقلوا ببساطة إلى ما يُعرف الآن بمنطقة سانت ديفيد، وليس بعيدًا عن أسوار إكستر. يبدو أن الحي الذي أخلاه البريطانيون قد تم تعديله على أنه «إيرل بوره» وكان لا يزال يُسمى إيرليسبيري في القرن الثاني عشر. في عام 1001، فشل الدنماركيون مرة أخرى في دخول المدينة، لكنهم تمكنوا من نهبها في عام 1003 لأنهم سمحوا لهم بالدخول، لأسباب غير معروفة، من قبل الشعاب الفرنسية لإيما نورماندي، التي تم منحها المدينة كجزء من مهرها على زواجها من thelred في العام السابق.
حراسة قلعة روجيمونتبعد عامين من الغزو النورماندي لإنجلترا، تمردت إكستر على الملك ويليام. كانت غيثا ثوركلسدوتير، والدة الملك المقتول هارولد، تعيش في المدينة في ذلك الوقت، وسرعان ما سار ويليام غربًا وبدأ حصارًا. بعد 18 يومًا، قبل ويليام استسلام المدينة المشرف، وأقسم على عدم الإضرار بالمدينة أو زيادة الجزية القديمة. ومع ذلك رتب ويليام بسرعة لبناء قلعة روجيمونت لتعزيز سيطرة النورمان على المنطقة. تم نقل الممتلكات المملوكة من قبل الملاك الساكسونيين إلى أيدي النورمانديين وعند وفاة الأسقف ليوفريك عام 1072 تم تعيين نورمان أوسبرين فيتزوسبيرن خلفًا له.
في عام 1136، في وقت مبكر من الفوضى، تم احتجاز قلعة روجيمونت ضد الملك ستيفن من قبل بالدوين دي ريدفيرز. لم يقدم ريدفيرز إلا بعد حصار دام ثلاثة أشهر، ليس عندما جفت الآبار الثلاثة في القلعة، ولكن فقط بعد استنفاد الإمدادات الكبيرة من النبيذ التي كانت الحامية تستخدمها للشرب والخبز والطبخ وإطفاء الحرائق التي أشعلتها المحاصرون. أثناء الحصار، بنى الملك ستيفن حصنًا ترابيًا في الموقع المعروف الآن (خطأً) باسم قلعة الدانماركيين.
بقايا جسر إكس في العصور الوسطى، تم بناؤه حوالي 1200 أقامت المدينة سوقًا أسبوعيًا لصالح مواطنيها من عام 1213 على الأقل وبحلول عام 1281 كانت إكستر هي المدينة الوحيدة في الجنوب الغربي التي لديها ثلاثة أيام سوق في الأسبوع. هناك أيضًا سجلات لسبعة معارض سنوية، يرجع تاريخ أقدمها إلى عام 1130 واستمرت جميعها حتى أوائل القرن السادس عشر على الأقل.
قبل طرد يهود إنجلترا عام 1290، كانت إكستر موطنًا لأقصى جالية يهودية في إنجلترا.
خلال فترة العصور الوسطى العالية، تمتع رجال الدين في الكاتدرائية والمواطنون بالوصول إلى أنظمة القنوات المتطورة التي جلبت مياه الشرب النقية إلى المدينة من الينابيع في أبرشية سانت سيدويل المجاورة. بالنسبة لجزء من طولها، تم نقل هذه القنوات عبر شبكة رائعة من الأنفاق، أو ممرات تحت الأرض، والتي بقيت سليمة إلى حد كبير والتي لا يزال من الممكن زيارتها اليوم.
استضافت إكستر وبريستول أول مجلس مشترك مسجل في إنجلترا الوسطى. تأسس أول دليل تفصيلي ومستمر على وجوده ونشاطه بعد عام 1345 [37] شكله اثني عشر «أفضل وأكثر رصانة» (باللاتينية: duodecim meliores)، أعيد انتخابهم كل عام، وقد تم تصميمه في الأصل للسيطرة على إساءة استخدام الرائد وأربعة من حكامه الأربعة، والذين كانوا على التوالي يرأسون محكمة البلدة ومحكمة العميد. يأتي أعضاء المجلس المشترك من نفس النخبة من المواطنين الأثرياء كما فعل الرائد والمشرفون وهذا القلق أدى إلى تضارب ثان في المصالح.

### العصور الحديثة
؛ عصور تيودور وستيوارت

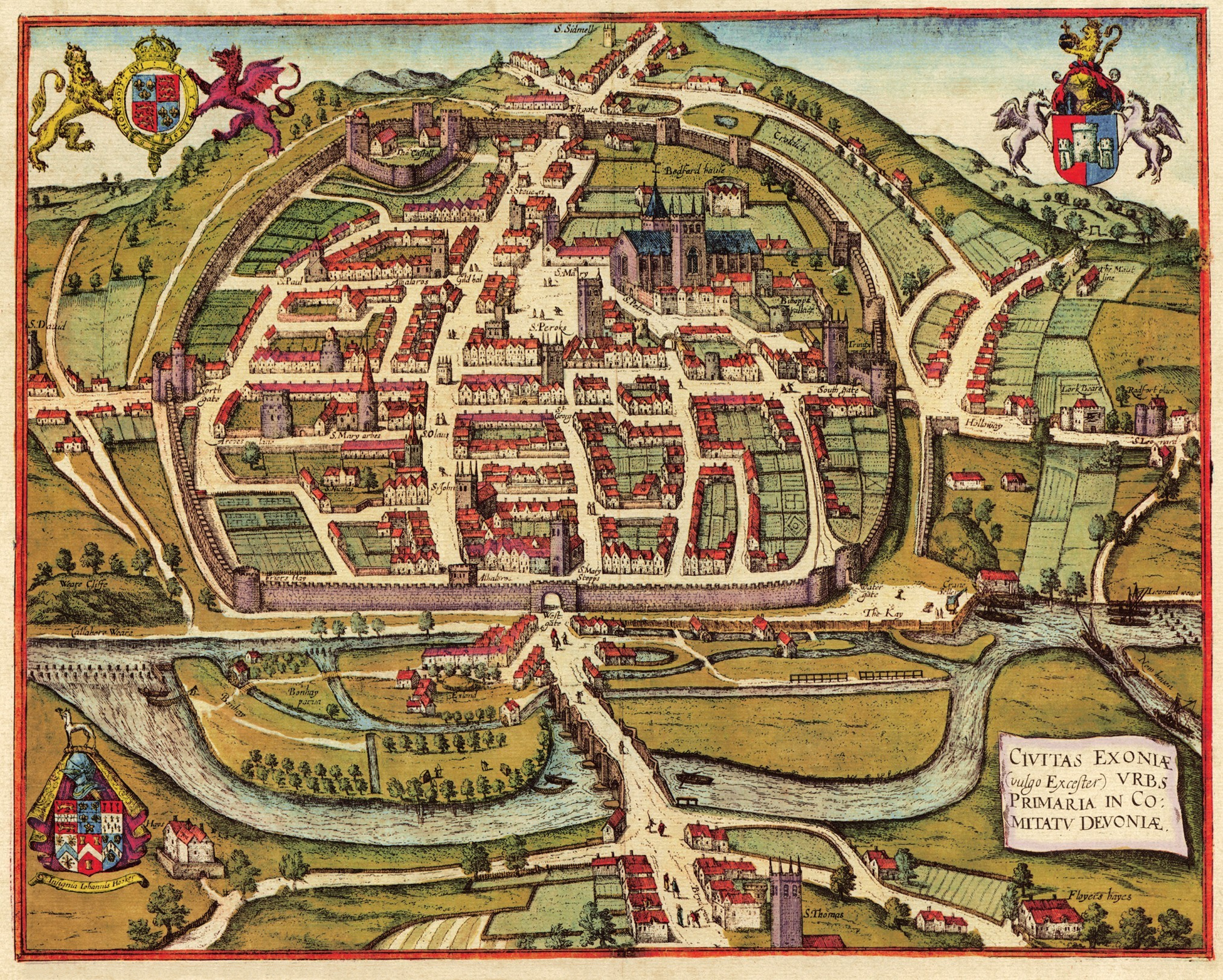
An illustration of Exeter in 1563, entitled Civitas Exoniae (vulgo Excester) urbs primaria in comitatu Devoniae

في عام 1537، أصبحت المدينة شركة مقاطعة. في عام 1549، صمدت المدينة بنجاح في حصار دام شهرًا من قبل ما يسمى ثوار كتاب الصلاة قوم ديفون والكورنيش الذين أغضبتهم السياسات الدينية المتطرفة للملك إدوارد السادس. احتل المتمردون ضواحي إكستر، وأحرقوا اثنين من بوابات المدينة وحاولوا تقويض أسوار المدينة، لكنهم اضطروا في النهاية إلى التخلي عن الحصار بعد أن تعرضوا لسلسلة من المعارك الدموية مع جيش الملك. تم إعدام عدد من المتمردين في أعقاب الحصار مباشرة. كانت ليفرى دول آلمس هاوس والمصلى في أثقل تري تأسست في مارس 1591 وانتهت عام 1594.
عندما تم تعيين جون هوكر في كشوف رواتب المدينة في عام 1561، أنشأ محكمة الأيتام كحكومة بلدية للعائلات التي انهارت بسبب الوفاة المبكرة لمصدرها الاقتصادي الرئيسي. كما تم تعيينه في المجلس المشترك بصفته المالك القانوني لأي تركة تُركت للأيتام في إكستر، حتى بلوغهم سن 21 عامًا ليتم سدادها جزئيًا. تم استخدام ضريبة الأيتام لتمويل بناء قناة إكستر.
يُعتقد تقليديًا أن شعار المدينة «سيمبري فيديس» قد تم اقتراحه من قبل إليزابيث الأولى، اعترافًا بمساهمة المدينة بالسفن للمساعدة في هزيمة الأرمادا الإسبانية في 1588 ؛ ولكن أول استخدام موثق لها كان في عام 1660. تعلم المدارس في إكستر أن الشعار قد منحه تشارلز الثاني في 1660 في الترميم بسبب دور إكستر في الحرب الأهلية الإنجليزية.
عندما نُفي القس جون ويلرايت في عام 1638 من مستعمرة خليج ماساتشوستس وأنشأ بعد ذلك مجتمعًا على ضفاف نهر سكوامسكوت، أطلق على المنطقة إكستر بعد النظير الديفوني. خلال الثورة الأمريكية أصبحت عاصمة نيو هامبشاير.
تم تأمين إكستر للبرلمان في بداية الحرب الأهلية الإنجليزية، وتم تعزيز دفاعاتها كثيرًا، ولكن في سبتمبر 1643 تم الاستيلاء عليها من قبل الجيش الملكي الكورنيش بقيادة الأمير موريس. بعد ذلك، ظلت المدينة تحت سيطرة الملك بقوة حتى قرب نهاية الحرب، كونها واحدة من آخر المدن الملكية التي تقع في أيدي البرلمانيين. تم التفاوض على استسلام إكستر في أبريل 1646 في منزل بولتيمور بقلم توماس فيرفاكس. خلال هذه الفترة، كانت إكستر مدينة قوية اقتصاديًا، مع تجارة قوية في الصوف. كان هذا جزئيًا بسبب المنطقة المحيطة التي كانت «أكثر خصوبة وأفضل فيأكثر من ذلك الذي مر في اليوم السابق» وفقًا لكونت لورنزو ماجالوتي الذي زار المدينة عندما كان يبلغ من العمر 26 عامًا. يكتب ماغالوتي عن أكثر من ثلاثين ألف شخص يعمل في مقاطعة ديفون كجزء من صناعات الصوف والقماش، والبضائع التي تم بيعها إلى «جزر الهند الغربية وإسبانيا وفرنسا وإيطاليا». زارت سيليا فينيس أيضًا اكستر خلال هذه الفترة، في أوائل القرن الثامن عشر الميلادي، أشارت إلى «التجارة الهائلة» و «الكمية المذهلة» في إكستر، مسجلة أنها «تدر أكبر قدر من المال في أسبوع من أي شيء في إنجلترا»، ما بين 10000 جنيه إسترليني و 15000 جنيه إسترليني.

#### العصور الجورجية والفيكتورية

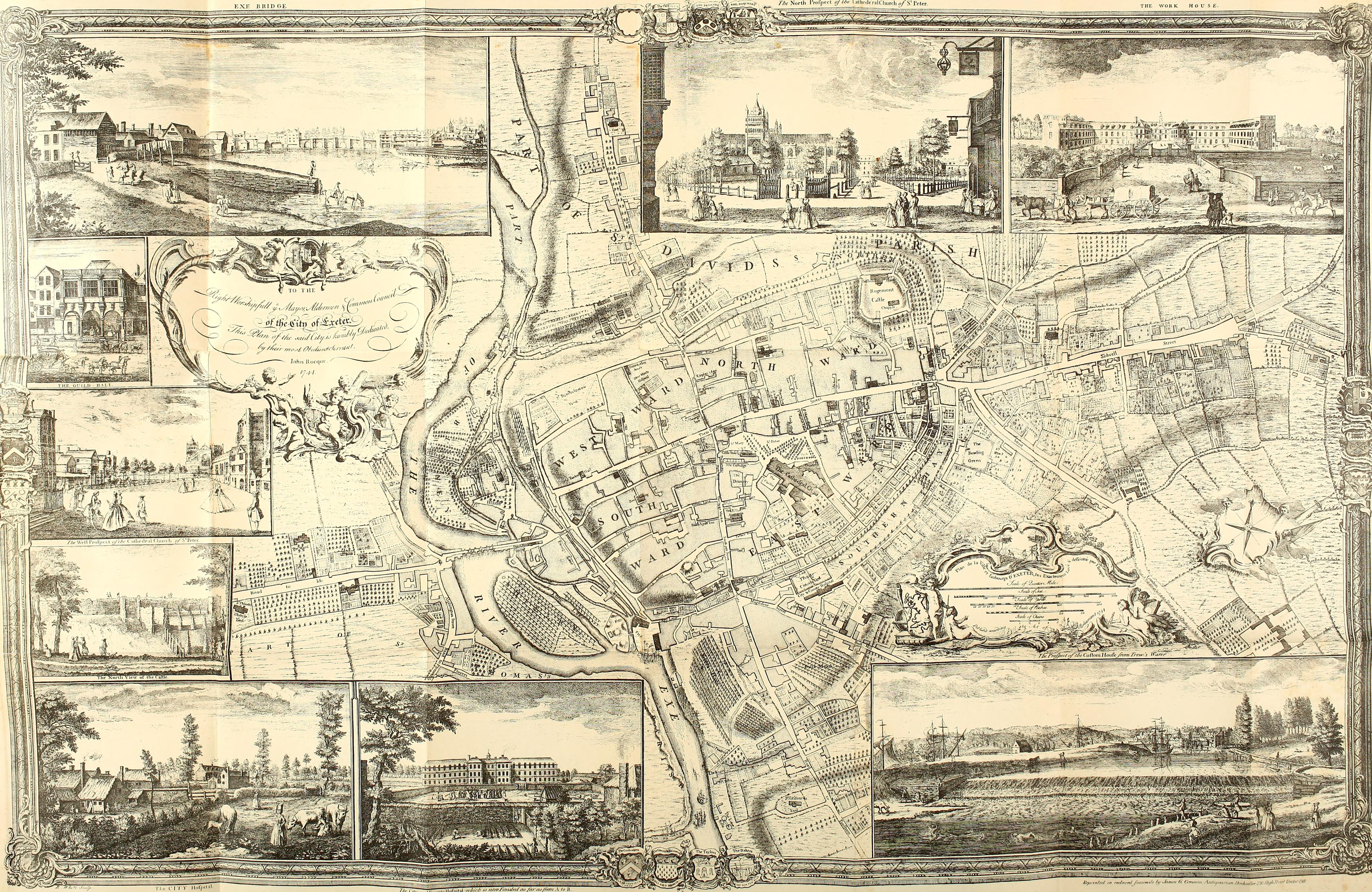
John Rocque خريطة إكستر لعام 1744

في وقت مبكر من الثورة الصناعية، تطورت صناعة إكستر على أساس المنتجات الزراعية المتاحة محليًا، وبما أن موقع المدينة على نهر سريع التدفق منحها وصولاً سهلاً إلى الطاقة المائية، فقد تم تطوير موقع صناعي مبكر على المستنقعات المجففة إلى الغرب من المدينة، في جزيرة إكس. ومع ذلك، عندما حلت الطاقة البخارية محل الماء في القرن التاسع عشر، كانت إكستر بعيدة جدًا عن مصادر الفحم (أو الحديد) لتتطور أكثر. نتيجة لذلك، تراجعت الأهمية النسبية للمدينة ونجحت من التطور السريع في القرن التاسع عشر الذي غير العديد من المدن الأوروبية التاريخية. أدت عمليات إعادة تطوير القناة الواسعة النطاق خلال هذه الفترة إلى توسيع اقتصاد إكستر، حيث «تنقل السفن من 15 إلى 16 طنًا والبضائع من توبشام إلى المدينة رصيف الميناء». في عام 1778 تم افتتاح جسر جديد عبر Exe ليحل محل جسر العصور الوسطى القديم. تم تشييده بتكلفة 30 ألف جنيه إسترليني، وكان يتكون من ثلاثة أقواس ومبني من الحجر.
في عام 1832، وصلت الكوليرا، التي كانت متفجرة في جميع أنحاء أوروبا، إلى إكستر. التوثيق الوحيد المعروف لهذا الحدث كتبه الدكتور توماس شابتر، أحد الأطباء الموجودين أثناء الوباء.
كانت أول سكة حديد وصلت إلى إكستر هي سكة حديد بريستول وإكستر التي فتحت محطة في سانت ديفيدز على الحافة الغربية في عام 1844. شركة سكة حديد جنوب ديفون مدد الخط غربًا إلى بليموث، وافتتحوا محطتهم الأصغر في سانت توماس، فوق شارع كويك. تم افتتاح محطة سكة حديد مركزية في كوين ستريت بواسطة سكة حديد لندن وساوث ويسترن في عام 1860 عندما فتحت طريقها البديل إلى لندن. انتقل الجزارون لويد ماندر إلى قاعدتهم الحالية في عام 1915، للحصول على وصول أفضل إلى السكك الحديدية الغربية الكبرى لنقل منتجات اللحوم إلى لندن.
تم توفير الكهرباء الأولى في إكستر من قبل شركة شركة إكستر للإضاءة الكهربائية، التي تم تشكيلها في نهاية ثمانينيات القرن التاسع عشر، لكنها كانت بلديه في عام 1896 وأصبحت شركة كهرباء مدينة إكستر.
تم تقديم أول ترام تجرها الخيول في إكستر في عام 1882 بثلاثة خطوط تشع من البوابة الشرقية للمدينة. ذهب سطر واحد إلى محطة سانت ديفيد عبر طريق نيو نورث.

## توأمة
لإكستر اتفاقيات توأمة مع كل من:
- باد هومبورغ (فور در هوهه)
- رين (1957 -)
- تيراتشينا

## أعلام
- كريس مارتن
- لورد جورج هاميلتون
- جيان ريس
- ماثيو جوود
- جون ستريت
- مالكوم تود
- برادلي جيمس
- إيثان أمباديو
- هنرييت آن ستيوارت
- لورنس غاردنر